# Georgij Pestov
Georgij Pestov (* 8. Mai 1971 in Moskau, Sowjetunion) ist ein deutsch-russischer Kameramann.

## Leben
Georgij Pestov wurde in der Sowjetunion geboren. Ein Jahr lang lebte er von 1981 bis 1982 in Rom, Italien, bevor er nach Westdeutschland emigrierte. 1993 machte er sein Abitur am Johanneum zu Lübeck. Anschließend studierte er von 1994 bis 1998 am Gerassimow-Institut für Kinematographie und zwei weitere Jahre Film an der Universität Hamburg. Bereits seit 1997 drehte er als Kameramann Musik- und Werbevideos. Sein Debüt als Kameramann für einen Langspielfilm gab er mit dem 2001 ausgestrahlten und von Kilian Riedhof inszenierten Fernsehdrama Riekes Liebe. Seit dem Sommersemester 2024 wurde er zum Professor der Kinematographie an der Technischen Hochschule Ostwestfalen-Lippe (TH OWL) berufen. 

## Filmografie (Auswahl)
- 2001: Riekes Liebe
- 2003: Delikatessen und andere Schweinereien
- 2004: Liebe ohne Rückfahrschein
- 2005: Ein Hund, zwei Koffer und die ganz große Liebe
- 2006–2008: Im Tal der wilden Rosen (Fernsehreihe)
  - 2006:  Was das Herz befiehlt
  - 2006:  Verzicht aus Liebe
  - 2006:  Bis ans Ende der Welt
  - 2007:  Herz im Wind
  - 2007: Triumph der Liebe
  - 2007: Ritt ins Glück
  - 2007: Fluss der Liebe
  - 2007: Gipfel der Liebe
  - 2007: Prüfung des Herzens
  - 2008: Zerrissene Herzen
  - 2008: Die Macht der Liebe
- 2006: Meine bezaubernde Feindin
- 2006: Mr. Nanny – Ein Mann für Mama (Fernsehfilm)
- 2007: Der Mann im Heuhaufen
- 2007: Fast ein Volltreffer
- 2008: Der Amokläufer – Aus Spiel wird Ernst
- 2009: Böseckendorf – Die Nacht, in der ein Dorf verschwand
- 2010: Emilie Richards – Zeit der Vergebung
- 2011: Marco W. – 247 Tage im türkischen Gefängnis
- 2012: online – meine Tochter in Gefahr
- 2012: Flirtcamp
- 2012: Mich gibt’s nur zweimal
- 2013: Nichts mehr wie vorher (Fernsehfilm)
- 2016: Der Clown (ARD-Dokumentation)
- 2016: Duell der Brüder – Die Geschichte von Adidas und Puma (Fernsehfilm)
- ab 2019: Das Traumschiff (Fernsehreihe)
  - 2019: Sambia
  - 2020: Kapstadt
  - 2020: Seychellen
  - 2020:  Malediven/Thaa Atoll
  - 2021: Schweden
  - 2023: Vancouver
- 2022: Tatort: Warum (Fernsehreihe)
- 2023: Kreuzfahrt ins Glück – Hochzeitsreise nach Ligurien
- ab 2023: Nord Nord Mord (Fernsehreihe)
  - 2023: Sievers und die letzte Beichte
  - 2023: Sievers und der Traum vom Fliegen
  - 2024: Sievers und die fünf Fragezeichen
  - 2024: Sievers und das Geisterhaus
  - 2025: Sievers und der verlorene Hund